# Synagoge (Strážnice)
Koordinaten: 48° 54′ 14,2″ N, 17° 18′ 53,9″ O

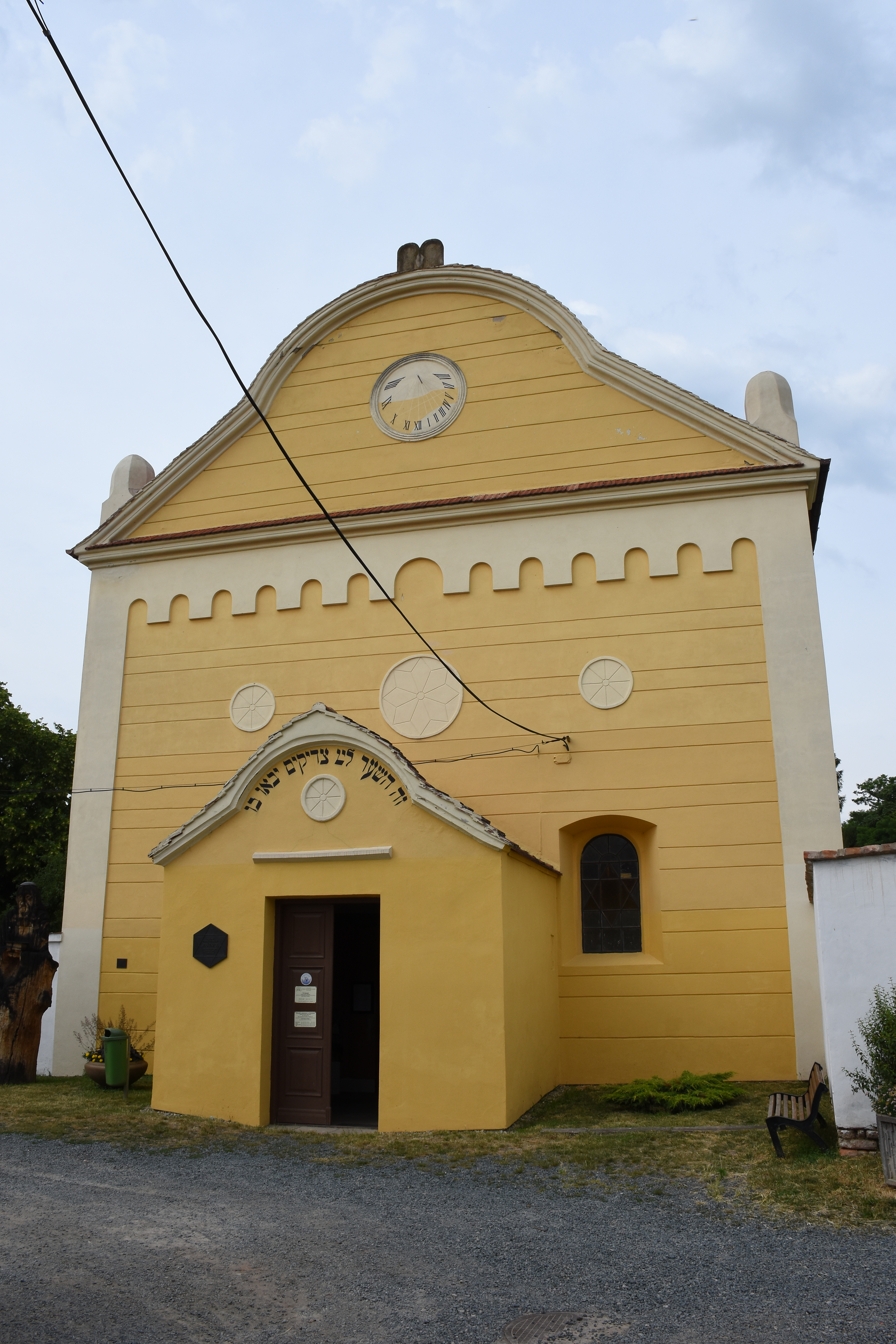
Synagoge in Strážnice

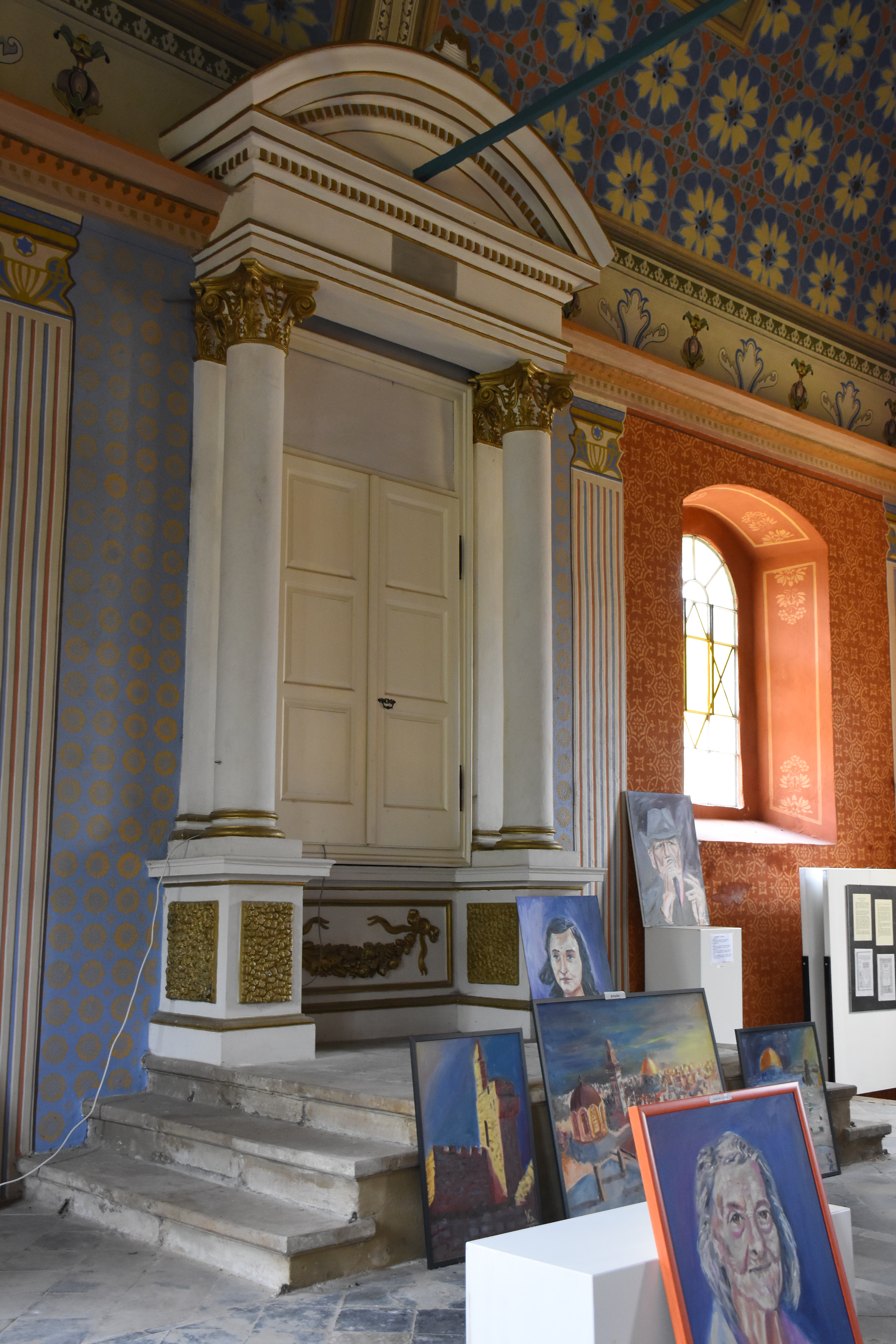
Thoraschrein

Die Synagoge in Strážnice (deutsch Straßnitz), einer Stadt im Okres Hodonín der Südmährischen Region in Tschechien, wurde 1804 errichtet. Die profanierte Synagoge in der Sadová-Straße, unmittelbar an den jüdischen Friedhof angrenzend, ist seit 1988 ein geschütztes Kulturdenkmal.
Die im Stil des Klassizismus errichtete Synagoge wurde um 1870 und 1906 renoviert und umgestaltet. Der Synagogeninnenraum wurde dabei mit florealen Motiven und hebräischen liturgischen Texten ausgemalt. Am Giebel der Stirnseite ist eine Sonnenuhr angebracht.
Eine Gedenktafel am Synagogengebäude erinnert seit 2008 an die Opfer der Shoah.